# 塚本慶一郎
塚本 慶一郎（つかもと けいいちろう、1957年1月5日 - ）は、日本の編集者・実業家。東京都出身。電気通信大学電気通信学部電子計算機学科中退。
アスキー創業者の一人であり、インプレスの創業者。2025年現在、株式会社インプレスホールディングスのオーナー・最高相談役を務める。ただ、後述する病気のため、2022年現在は車椅子で生活し、会話にも支援が必要な状態である。
インプレスホールディングス取締役CCOの塚本由紀は娘。

## 略歴
- 1977年 西和彦・郡司明郎と共にアスキーを創業。アスキー時代は、西がマイクロソフトとの協業など出版以外の事業に注力する中、アスキーの出版部門を実質的に取り仕切っていたとされる[2]。
- 1987年2月 アスキーの代表取締役副社長に就任。
- 1991年 アスキーを退社[3]。
- 1992年4月 インプレスを創業、代表取締役社長に就任。
- 2007年9月 体調不良のため社長を退き、インプレスホールディングス会長となる[4]。後に頭蓋内血腫で倒れたことが公表される[1]。
- 2008年6月 インプレスホールディングス会長を退任し最高相談役に就任[5]。
- 2025年7月 インプレスホールディングスの株式併合により、同社の事実上唯一の株主[6]となる[7]。